# تسپریانه
تسپریانه (به لهستانی:  Cypriany) یک روستا در لهستان است که در گمینا ربنو (استان ماسوویان) واقع شده‌است.